# Germán Pinelli
Germán Pinelli (nacido como Germán Piniella Vázquez de Mella; La Habana, 15 de diciembre de 1907-La Habana, 20 de noviembre de 1995) fue un periodista, conductor y actor cubano.

## Biography
Pinelli hizo su aparición en radio por primera vez cuando tenía 14 años de edad, mientras era alumno del reconocido Colegio de Belén exclusivo para hombres, que era conducido por la Compañía de Jesús. La masonería cubana en ese entonces se encontraba recolectado fondos para su orfanato, La Misericordia, a través de funciones en el Teatro Campoamor, por lo que al escuchar a Pinelli lo invitaron a ser parte de los eventos.
Hizo su aparición en la televisión cubana treinta años después, siendo la primera persona en aparecer en las pantallas de cuba. Pinelli estudió piano y guitarra, y fue luego músico de la Orquesta Palau. Consiguió una beca para estudiar bel canto en Italia, pero al nunca recibir el dinero de la misma, permaneció en Cuba y estudió teatro junto con su hermana, Soledad. Le pidió empleo a Goar Mestre, quien se desempeñaba como CEO de la CMQ Radio y Televisión, pero éste lo desalentó en no continuar en el rubro ya que «no tenía talento para la radio».
Pinelli comenzó periodísticamente como narrador de una pele entre pandillas en la esquina calle Orfila. En aquella ocasión, encontrándose tumbado en el suelo, fue el primero en informar lo que luego fue catalogado como una masacre. Tras aquella narración, no cesó nunca como periodista. El incidente había sido para él el puntapié de su carrera como periodista.
Reconocido por sus maneras ingeniosas de narrar, se hizo rápidamente conocido en la audiencia, siendo para ese entonces la principal figura de la televisión cubana. Su trabajo Fue inhumado en la Necrópolis de Cristóbal Colón de la capital cubana.
Se casó en tres oportunidades. Su hermana fue la actriz Sol Pinelli y su hijo es Tony Pinelli, reconocido compositor y cantante de la isla.  

## Filmografía
| Año  | Título             | Papel          | Notas            |
| ---- | ------------------ | -------------- | ---------------- |
| 1978 | Los sobrevivientes | Pascual Orozco |                  |
| 1979 | Retrato de Teresa  |                |                  |
| 1979 | Maluala            |                |                  |
| 1981 | Leyenda            |                |                  |
| 1985 | Svindlande affärer | Konferencier   | Última película. |